# A csóró gyerek
A csóró gyerek (The Poor Kid) a South Park című rajzfilmsorozat 223. része (a 15. évad 14. epizódja). Elsőként 2011. november 16-án sugározták az Egyesült Államokban, Magyarországon pedig 2012. március 13-án (mindkét esetben a Comedy Central mutatta be).
Ebben az epizódban Kennyt és testvéreit nevelőszülőkhöz küldik, miután a házukban felfedeznek egy methlabort, Cartman pedig aggódik, mert így ő lett a legszegényebb gyerek. A történetben kifigurázzák a Pabst Blue Ribbon sört, az agnosztikusokat, és a 2011-es Penn State gyerekmolesztálási botrányt.

## Cselekmény
Kenny szüleit letartóztatják, mert droglabort üzemeltetnek a pincében, és az egészet a "Fehér söpredék a bajban" című tévéműsorban is bemutatják. Kennyt és testvéreit, Kevint és Karent nevelőszülőkhöz adják. A szociális munkás, aki az ügyet intézi, a meghallgatáson folyamatosan a Penn State molesztálási ügyön viccelődik, majd elhelyezi őket Weatherheadéknél, akik Greeleyben laknak, és militáns agnosztikusok, és a többi nevelt gyermeküket is abban a hitben nevelik, hogy semmiben sem lehetnek bizonyosak. Különféle fura szabályokat kell betartanaiuk, például csak Dr. Peppert ihatnak, ugyanis teljesen bizonytalan, hogy annak milyen íze van, továbbá Isten létezésében is csak úgy hisznek, hogy akár lehet egy óriási hüllőszerű madár is. Karen szomorúsága és félelmei miatt Kenny felveszi Mysterion alakját, hogy megvigasztalja.
Kenny eltűnésével Cartman új célpontot keres, akit cikizhet a csóróságával, ám Butters kutatásaiból döbbenten tudja meg, hogy most már ő a legcsóróbb. Próbálja Kyle-t provokálni azzal, hogy azt feltételezi, hogy sértegetni fogja őt emiatt, de Kyle nem mutat túl nagy érdeklődést. Ezután panaszkodni kezd az anyjának, aki elmondja neki, hogy már így is két állásban dolgozik, és nem tud több munkát vállalni a gazdasági helyzet miatt. Ezért hát hamisan megvádolja az anyját azzal, hogy ő is droglabort üzemeltet a pincében, akit ezután ugyanúgy letartóztatnak. Cartman arról ábrándozik, hogy egy idilli helyre fog kerülni, ehelyett ő is Weatherheadékhez kerül. A helyi iskolába kezd el járni, ahol rájön, hogy sem ő, sem Kenny a legcsóróbbak, hanem Jacob Hallery az, és ez nagy elégedettséggel tölti el.
Kenny megmenti Karent, mint Mysterion, egy zaklatótól. Cartman feljelenti Weatherheadéket, mert egyiküket megkínozták: a pincében locsolták jéghideg Dr. Pepper-rel, mert szerintük biztos volt abban, hogy látott egy angyalt. Kenny, mint Mysterion a hűtőhöz csalja Weatherheadéket, egy doboz Pabst Blue Ribbon-hoz, ami szintén agnosztikus ital (nem lehetnek benne biztosak, hogy tényleg sör). Ettől lerészegednek, és végül ugyanúgy elviszi őket a rendőrség, és ugyanúgy szerepelnek a "Fehér söpredék a bajban" című műsorban. Minden gyerek visszakerül a szüleihez, kivéve Cartmant, akit elvisz a rendőrség, mert hamisan vádolta meg az anyját.
Az epizód végén mindketten visszakerülnek South Parkba, ahol az első napon az iskolában Kennyt felfalja az óriás hüllőszerű madár, akiről Weatherheadék beszéltek. Cartman elszomorodik, mert így megint ő lett a legcsóróbb gyerek.

## Készítése
A DVD-kommentár szerint számos ötlet felmerült azzal kapcsolatban, hogy milyenek legyenek  a nevelőszülők. A gazdag család és a pénzért nevelőszülősködő család után választották a "militáns agnosztikusokat". Ez az első rész, amelyikben megnevezik Kenny testvéreit.
Fontos szerepet kap az epizódban a Dr. Pepper üdítő, amely a korábbi epizódokban gyakran megfigyelhető volt, mint háttérelem.
Ebben a részben Mysterion magyar hangja már megegyezik Kenny magyar hangjával (Markovics Tamás)